# Бубеев, Юрий Аркадьевич
Ю́рий Арка́дьевич Бубе́ев (род. 12 февраля 1956, Выкса, Горьковская область) — российский врач-психотерапевт, психофизиолог высшей категории, Заслуженный врач РФ, профессор, руководитель отдела психологии и психофизиологии Государственного научного центра — Института медико-биологических проблем РАН, член учёного и диссертационного советов ГНЦ РФ — ИМБП РАН, главный психолог проекта «Марс-500». Специалист в области методов исследования резервных возможностей человека, антропомаксимологии, психотерапии боевых стрессовых расстройств, изменённых состояний сознания. Полковник медицинской службы.

## Биография
Юрий Бубеев родился 12 февраля 1956 года в городе Выксе. В 1973 году окончил школу № 3 г. Выксы и поступил в Военно-медицинскую академию в Ленинграде. После её окончания в 1979 году с золотой медалью получил направление в институт авиационно-космической медицины, где стал заниматься медицинским обеспечением космических полётов и разработкой методов диагностики и коррекции состояния человека в экстремальных условиях жизнедеятельности (чемпионаты и учебно-тренировочные сборы по экстремальным видам спорта, боевые действия, плавание в высоких широтах и пр.). Кандидатскую диссертацию защитил в 1990 году, а в 2002 году стал доктором медицинских наук (тема диссертации: «Медико-биологическая реабилитация участников боевых действий», научный консультант — профессор В. В. Козлов). Юрий Бубеев многократно выезжал в командировки в Чечню для оказания медико-психологической помощи участникам боевых действий непосредственно в зоне военных действий. Он совершал восхождения на вершины Памира, Эльбруса, Тянь-Шаня, Гиндукуша и заслужил звание мастера спорта по альпинизму. Кроме того, он проводит тренинги по стресс-менеджменту и личностному росту.
Избран членом-корреспондентом РАН 29 мая 2025 года.

## Научная деятельность
Научная деятельность Юрий Бубеева нацелена на решение важнейших практических задач по преодолению негативного влияния на человеческую психику экстремальных условий жизнедеятельности и стрессовых ситуаций.
Одно из направлений его деятельности — психологическая поддержка космонавтов в рамках медицинского обеспечения космических полётов. В частности, Юрий Бубеев занимается исследованием так называемых «пиковых переживаний», возникающих при восприятии людьми Земли из космоса. Также он проводит сбор свидетельств о возникающих у космонавтов иллюзиях и нарушениях восприятия для проведения детального анализа этих феноменов. Юрий Бубеев является одним из ключевых участников «Марс-500» (по моделированию пилотируемого полёта на Марс), а также участвует во внедрении в гражданскую жизнь новых медицинских технологий, разработанных в космической сфере.
Другое важное направление научной деятельности Ю. А. Бубеева — проведение исследований о том, как влияет боевая стрессовая ситуация на поведение человека, с целью разработки методов диагностики и коррекции состояния человека в экстремальных условиях жизнедеятельности. Во время многочисленных командировок в Чеченскую Республику он проводил исследования психики участников боевых действий (в том числе полковника Буданова), а также применял разработанную специалистами ГНИИИ военной медицины электронную систему психологического восстановления личности, через которую за два года прошли свыше 2000 лётчиков и бойцов спецподразделений, участвовавших в наведении конституционного порядка на Кавказе.
Юрий Бубеев уделяет существенное внимание изучению изменённых состояний сознания и разработке психотехнологий, способствующих интеграции и трансформации личности и используемых для профилактики и коррекции наркозависимого поведения. Он считает, что изменённые состояния сознания — это ключевое понятие трансперсональной психологии, и придаёт большое значение развитию данного направления психологической науки. С 2012 года Бубеев является одним из авторов и преподавателей курса «Трансперсональное консультирование и психотерапия» в НОУ ВПО «Институт Психоанализа».
Юрий Бубеев — автор более 150 научных работ, 4 изобретений. Под его руководством защищено 15 кандидатских диссертаций.

## Избранные публикации
- Козлов В. B., Бубеев Ю. А. Изменённые состояния сознания: психология и физиология. М., 1997. 197 с.
- Бубеев Ю. А., Квасовец С. В., Иванов А. В. Современные инструментальные средства психодиагностики и коррекции стрессовых расстройств // Актуальные проблемы интегральной медицины. М., 2001. С. 182—187.
- Бубеев Ю. А., Романов А. И., Козлов В. В. Игровая зависимость: механизмы, диагностика и реабилитация. М.: Слово, 2008. — 160 с.
- Бубеев, Ю. А. Наркотические аддикции: профилактика и коррекция с помощью интегративных психотехнологий : монография / Ю. А. Бубеев, В. В. Козлов, Н. Ф. Круговых. — М. : Слово, 2009. — 464 с.